# Staurakios (eunuch)
Staurakios (Oudgrieks Σταυράκιος) (overleden op 3 juni 800) was een hoge Byzantijnse ambtenaar die tevens eunuch was. 
Hij slaagde er zo rond 780 in een van de belangrijkste en invloedrijkste medewerkers van de Byzantijnse keizerin Irene van Byzantium (regeerde van 797-802) te worden. 
Tijdens Irenes regentschap voor haar jonge zoon, keizer Constantijn VI (regeerde 780-797), trad Staurakios tussen 780 en 790 effectief op als eerste minister. In 790 werd hij echter door een militaire opstand, die tot doel had de jonge keizer de macht effectief in handen te geven, afgezet en verbannen. Toen Constantijn VI zijn moeder in 792 terugriep, profiteerde ook  Staurakios hier van. In 797 hielp hij Irene haar zoon zijn macht te ontnemen, hem te verblinden en mogelijk ook om hem te vermoorden. 
Zijn eigen positie werd daarna bedreigd door de opkomst van een andere machtige eunuch, Aetios. Hun toenemende rivaliteit en Staurakios' eigen ambitie op de keizerlijke kroon werd pas beëindigd door Staurakios' dood.

## Biografie

### Eerste minister onder het regentschap van Irene

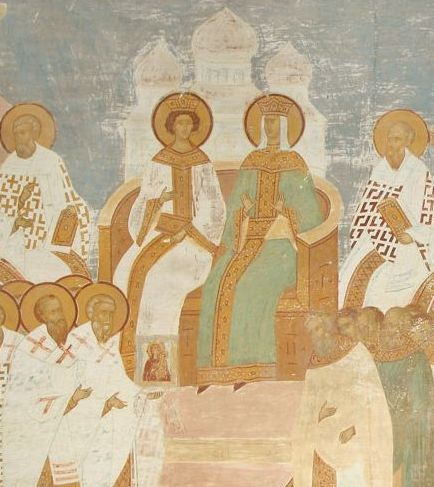
15e-eeuws fresco dat keizerin Irene en keizer Constantijn VI toont, terwijl zij de laatste sessie voorzitten van het zevende oecumenische concilie (tweede concilie van Nicaea), het concilie dat voor het eerst het iconoclasme veroordeelde.

Staurakios kreeg voor het eerst bekendheid in 781, toen Irene, die als regent optrad voor haar zoontje Constantijn VI, hem benoemde op de post van logothetes tou dromou, wat zoiets wil zeggen als minister van Buitenlandse Zaken van het Byzantijnse Rijk. Hij was reeds in het bezit van de hoge hofrang Patrikios. Door zijn benoeming werd Staurakios voor het grootste deel van Irenes regering in de woorden van de kroniekschrijver Theophanes de Belijder "de belangrijkste man van zijn tijd, die overal verantwoordelijk voor was". Deze benoeming was onderdeel van Irenes consistente beleid om zoveel mogelijk te vertrouwen op eunuch-ambtenaren als ministers en generaals, voor een groot deel het gevolg van haar wantrouwen jegens de gevestigde generaals van haar overleden echtgenoot, Leo IV (regeerde 775-780) en diens  vader Constantijn V (regeerde 741-775). Deze generaals, intens loyaal aan de Isaurische dynastie en haar sterk  iconoclastische beleid, zouden haar eigen positie kunnen bedreigen: al een paar weken na de dood van Leo IV had Irene een paleisrevolte verijdeld om diens overlevende broer, de Caesar Nikephoros, op de troon te zetten.
Deze afhankelijkheid van eunuchen veroorzaakte vijandigheid in het leger; wrok over Staurakios' benoeming in deze machtige functie wordt door Byzantijnse kroniekschrijvers als de reden gegeven voor het (aanvankelijk nog geheime) overlopen in 782 van Tatzates, de prominente Armeense strategos van het Bucellarische Thema, naar de Arabieren. Dit was een zware klap voor de Byzantijnen, die er op dat moment bijna in waren geslaagd om het invasieleger van de toekomstige kalief Harun al-Rashid (regeerde 786-809) te omsingelen. Op Tatzates' suggestie vroeg Harun om onderhandelingen, maar toen de keizerlijke gezanten, waaronder Staurakios, aankwamen, nam Harun al-Rashid hen gevangen en gebruikte zij als gijzelaars. Op dit moment schaarden  Tatzates en zijn mannen in het openbaar aan de kant van de kalief. Staurakios en de andere gezanten werden pas vrijgelaten toen keizerin Irene de harde voorwaarden van de kalief voor een driejarig bestand had geaccepteerd. Onder de afgesproken voorwaarden was ook een bepaling voor een jaarlijkse betaling van een enorm tribuut van 70.000 of 90.000 gouden dinars en de overhandiging van 10.000 stuks zijden kleding.
In het volgende jaar leidde Staurakios een keizerlijke expeditie tegen de Slavische gemeenschappen (Sclaviniae) in  Griekenland. Vertrekkend vanuit Constantinopel volgde het keizerlijke leger de  Thracische kust tot in Macedonië en daarna naar het zuiden naar Thessalië, Centraal-Griekenland en de Peloponnesos. Deze expeditie herstelde een deel van het Byzantijnse keizerlijke gezag over deze gebieden, en verzamelde ook buit en tribuutbetaling van de lokale bevolking. Keizerin Irene beloonde haar trouwe dienaar in januari 784 door hem toe te staan een triomftocht te vieren in het Hippodroom in Constantinopel..
Aangemoedigd door dit succes, dat gevolgd werd door een herstel van keizerlijke controle over het deel van Thracië tot Philippopolis, bewoog Irene in de richting van een herstel van de verering van iconen, die eerder was verboden door keizer Constantijn V. Zij riep een nieuw oecumenisch  concilie bij elkaar. Dit concilie werd in 786 aanvankelijk gehouden in de Kerk van de Heilige Apostelen in Constantinopel, maar de soldaten van de tagmata, die waren opgericht door Constantijn V en die trouw waren aan zijn iconoclastische beleid, verzamelden zich buiten de kerk in protest en dwongen af dat het concilie werd afgebroken. Om hun reactie te neutraliseren stuurde Irene de tagmata naar de legerbasis van Malagina in Bithynië, naar verluidt ter voorbereiding van een campagne tegen de Arabieren. Daar werden zo'n 1500 van deze soldaten ontslagen. Staurakios bracht intussen loyale troepen uit het Thracische thema naar de hoofdstad om deze te bewaken. Irene riep vervolgens het concilie opnieuw bijeen, nu in Nicea, dit nadat overigens eerst de meest recalcitrante pro-iconoclastische bisschoppen waren ontslagen. Het was nu voorspelbaar dat het concilie het iconoclasme als ketterij veroordeelde.

### Clash met Constantijn VI
In 788 zou Staurakios een van de juryleden zijn geweest bij de bruidshow voor de 17-jarige Constantijn VI. De andere twee juryleden waren Irene en de jonge Byzantijnse keizer zelf. Als bruid werd Maria van Amnia gekozen, hoewel  Constantijn ontevreden was dat zijn verloving met Rotrude, een dochter van de Karel de Grote, nu moest worden verbroken. Vanaf dit punt begon hij zich te ergeren aan de controle van zijn moeder over de staatszaken en de macht van haar eunuch-ambtenaren. Samen met een paar vertrouwelingen zette Constantijn een samenzwering op met als doel om Staurakios te arresteren en naar Sicilië te verbannen. Daarna wilde hij zelf de positie van effectieve medeheerser van het Byzantijnse Rijk innemen. Deze plannen van de samenzweerders werden echter door Staurakios verijdeld. Hij haalde Irene over om Constantijns medesamenzweerders te laten  arresteren, martelen, verbannen en/of gevangen te zetten. Constantijn zelf werd onder huisarrest geplaatst. Vervolgens eiste Irene van het leger een eed van trouw, waarin zij in de bewoordingen van deze eed voor haar zoon werd genoemd. Deze formulering lokte een muiterij uit van de soldaten van het Armeense thema, die zich vervolgens over de Anatolische legers verspreidde. Deze troepen kwamen samen in Bithynië en eisten daar de vrijlating van keizer Constantijn. Irene boog voor deze druk en Constantijn werd in december 790 als alleenheerser geïnstalleerd. Een van de eerste daden van Constantijn was om Staurakios te laten geselen, van een tonsuur te laten voorzien en hem te verbannen naar het Armeense thema. Alle andere eunuch-ambtenaren werden eveneens verbannen.
Irene bleef in de hoofdstad opgesloten in het paleis in de haven van Eleutherios. Zij behield haar formele titel als keizerin. Om onduidelijke reden werd zij op 15 januari 792 teruggeroepen naar het keizerlijk paleis. Haar titel als keizerin en medeheerser werd bevestigd en haar naam werd opnieuw opgenomen in de keizerlijke acclamaties. Staurakios schijnt ook te zijn teruggeroepen en nam, samen met Irene, opnieuw een actieve rol op zich in het bestuur van het Byzantijnse Rijk. Deze gang van zaken dreef de Armeniërs nogmaals tot muiterij, maar hun commandant, Alexios Mosele bevond zich op dat moment in Constantinopel. Ondanks garanties voor zijn veiligheid werd Mosele gevangengezet en later op instigatie van Irene en Staurakios verblind. Beide stonden te popelen om wraak op Mosele te nemen, dit vanwege de rol die hij twee jaar eerder, in 790 bij hun val had gespeeld.
Deze daad viel uiteraard natuurlijk niet goed bij het leger, zeker niet bij de Armeniërs, die een stevige steun voor Constatijn VI waren geweest in diens strijd tegen zijn moeder. In 795 raakte Constantijn ook op gespannen voet met de Kerk in de zogenaamde "Moechiaanse controverse". Hij scheidde namelijk van zijn eerste vrouw Maria en trad in het huwelijk met zijn maîtresse Theodote. Als gevolg hiervan werd keizerin Irenes eigen positie binnen de hoofdstedelijk bureaucratie sterker. Zij begon tegen haar zoon samen te zweren. Terwijl Irene de tagmata omkocht, verijdelten Staurakios en andere agenten van Irene een expeditie onder leiding van Constantijn tegen de Arabieren. Zij waren bang dat een overwinning de populariteit van de keizer bij de bevolking en het leger zou vergroten. Toen hij naar de hoofdstad terugkeerde, werd Constantijn opgepakt en blind gemaakt. Hoewel officieel bekend werd gemaakt dat hij dit had  overleefd en gevangen werd verhouden, overleed hij waarschijnlijk iets later aan de  verwondingen die hij had opgelopen bij het blindmaken.

### Alleenheerschappij van Irene en Staurakios' rivaliteit met Aetios

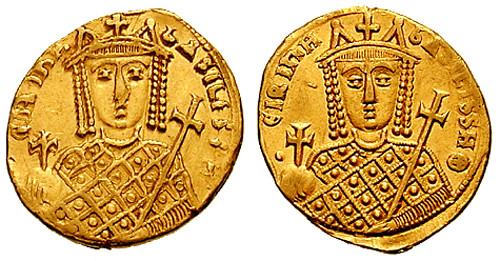
Gouden solidus van keizerin Irene tijdens haar alleenheerschappij (regeerde 797–802).

Na de dood van Constantijn VI werd Irene de eerste Byzantijnse keizerin die alleen regeerde. Staurakios ondervond nu dat zijn positie in toenemende mate werd uitgedaagd door Aetios, een andere machtige eunuch en vertrouwde dienaar van de keizerin. Beide raakten verstrikt in een intense rivaliteit om hun familieleden in machtsposities geplaatst te krijgen, dit om na de dood van Irene een gunstige uitgangspositie te hebben om de controle over het Byzantijnse Rijk over te kunnen nemen.
Deze rivaliteit intensiveerde nog toen Irene in mei 799 ernstig ziek werd. Met de steun van de domestikos tōn scholōn, Niketas Triphyllios beschuldigde Aetios zijn rivaal Staurakios ervan dat hij plannen maakte om zich de troon van Irene toe te eigenen. Hierop belegde Irene een vergadering van haar adviseurs in het paleis van Hieria. Haar machtige minister werd hier weliswaar berispt, maar hij kwam er nog vanaf met een verontschuldiging. Staurakios begon nu met de voorbereidingen voor zijn eigen tegenactie; hij kocht leden van de tagmata om; hoewel het hem aan supporters in de hogere  echelons van het leger lijkt te hebben ontbroken. Hoewel een eunuch juridisch werd uitgesloten van de keizerlijke troon, lijkt Staurakios er niettemin toch naar gestreefd te hebben om de troon voor zichzelf te grijpen.
Gewaarschuwd door Aetios vaardigde keizerin Irene in februari 800 een bevel uit dat niemand uit het leger nog enig contact met Staurakios mocht hebben. Deze maatregel doorkruiste de plannen van Staurakios en introduceerde een precair evenwicht tussen Staurakios en Aetios, die nog steeds werd ondersteund door Niketas Triphyllios. Al snel daarna werd Staurakios echter getroffen door een dodelijk ziekte, naar verluidt hoestte hij bloed op. Toch instigeerde hij, daartoe overgehaald door artsen, monniken en waarzeggers, die hem vertelden dat hij zou overleven en keizer van Byzantium zou worden, een opstand in Cappadocië tegen zijn tegenstander Aetios, die tegen die tijd de post van strategos van het Anatolische thema (de hoogste militaire positie in het Byzantijnse Rijk) voor zichzelf had verworven. Echter nog voordat het nieuws van de opstand, die overigens snel werd onderdrukt, de hoofdstad kon bereiken, overleed Staurakios op 3 juni 800.

### Voetnoten
1. 1 2 3 4 5 6   Kazhdan, 1991, blz. 1945.
2. ↑   Garland, 1999, blz. 76.
3. ↑  Garland, 1999, blz. 75-77; Treadgold, 1997, blz. 417-418.
4. ↑  Garland, 1999, blz. 76-77.
5. 1 2   Treadgold, 1997, blz. 418.
6. ↑  Garland, 1999, blz. 77.
7. ↑  Garland, 1999, blz. 79; Treadgold, 1997, blz. 419.
8. ↑  Garland, 1999, blz. 81.
9. 1 2  Treadgold, 1997, blz. 421.
10. ↑  Garland, 1999, blz. 82.
11. ↑  Garland, 1999, blz. 82-83.
12. ↑   Garland, 1999, blz. 83.
13. 1 2 3  Treadgold, 1997, blz. 422.
14. ↑   Garland, blz. 83-85.
15. ↑   Garland, 1999, blz. 85-87.
16. ↑  Kazhdan, blz. 30.
17. ↑  Garland, blz. 87-88.
18. ↑  De opperbevelhebber van de scholae, een militaire eenheid.
19. 1 2  Garland, 1999, blz. 88.
20. 1 2   Treadgold, 1997, blz. 423.
21. ↑   Kaegi, 1981, blz. 218.
22. ↑  Kaegi, 1981, blz. 218-219.